# Magurské sedlo
Magurské sedlo (949 m n. m.) je sedlo v hlavním hřebeni Spišské Magury. Je nazýváno také Hanušovské nebo Reľovské sedlo.
Nachází se mezi vrchy Javor (942,5 m n. m.) a Spádik (1088,2 m n. m.). Odděluje dva podcelky pohoří – Repiský na jihozápadě a Větrný vrch na severovýchodě. Spojuje Podtatranskou kotlinu se Zamaguřím. Sedlem vedla jedna z dávných kolonizačních cest. Na západní straně sedla pramení potok Ščerbová (pravostranný přítok Rieky), zatímco na východní straně Toporský potok, vlévající se do Popradu.
Sedlem prochází významná silniční spojnice II/542 mezi Spišskou Belou a Spišskou Starou Vsí a také modře značená turistická trasa, vedoucí od Toporeckého sedla dále na západ po hlavním hřebeni pohoří (Bukovina, Repisko).